# Škarez
Škarez je vesnice v okrese Prachatice, která je rozdělena na díly do dvou katastrálních území ve dvou obcích.
- Škarez 1.díl je část obce Drslavice v k. ú. Švihov u Lažišť. K roku 2009 zde bylo evidováno 6 adres, k roku 2011 zde nebyli evidováni žádní obyvatelé.
- Škarez 2.díl je část obce Šumavské Hoštice v k. ú. Šumavské Hoštice. K roku 2016 zde bylo evidováno 9 adres, roku 2008 zde bylo evidováno 20 obyvatel.

## Popis
Oba díly se nacházejí na hranici CHKO Šumava, asi 8 km východojihovýchodně od Vimperka, při zpevněné místní komunikací v údolí mezi kopcem Studená (885 m n. m.) a Skalní horou (836 m n. m.). Komunikace navazuje na silnice ve vesnicích Šumavské Hoštice a Kratušín, další zpevněná místní komunikace odbočuje na jih do Trpína.
Zdánlivě jde o dva urbanistické celky, přičemž 1. díl se nachází necelý kilometr jihovýchodně od 2. dílu, avšak ve skutečnosti i jižní část zástavby severozápadní skupiny domů i usedlost čp. 16 nacházející se mezi oběma skupinami domů patří také k 1. dílu. Jádro 2. dílu tak tvoří seskupení domů čp. 1, 11, 12 a 13 s nedalekým dvojdomem čp. 8 a 9 severně od jádra, jihovýchodně od centrální skupiny domů je další ucelené seskupení, z nějž však domy čp. 6, 7 a 10 patří k 2. dílu a domy čp. 4 a 5 k 1. dílu a tedy k obci Drslavice. O samotě 300 metrů západněji stojí stranou severně od cesty usedlost čp. 16, patřící k 1. dílu. Samostatnou skupinku dalších 400 metrů jihovýchodně tvoří usedlosti čp. 9 a 17 a rekreační objekt č. ev. 3, patřící k 1. dílu.

## Turistika a doprava
Přes oba díly prochází zeleně značená turistická značená trasa KČT Čkyně – Prachatice, na rozcestí „Pod Studenou“ u 1. dílu odbočuje na jih žlutě značená trasa na Trpín a Boubín.
Nejbližší veřejná doprava je dostupná na autobusové zastávce v Šumavských Hošticích, asi 1 km severozápadně od 2. dílu.